# Danutė Bekintienė
Danutė Bekintienė (ur. 27 lutego 1944 w Puvočiai w rejonie orańskim) – litewska urzędnik państwowy i polityk, od 2004 do 2012 posłanka na Sejm.

## Życiorys
W 1967 ukończyła studia na Uniwersytecie Wileńskim ze specjalnością nauczyciela chemii. Pracowała w tym zawodzie przez dwa lata w Kibartach. Później zatrudniona w ministerstwach Litewskiej SRR. Od 1978 do 1990 była starszym inżynierem w biurze projektowym. Następnie założyła własne przedsiębiorstwo, jednak w 1992, w związku z chorobą matki, zajęła się pomocą przy zarządzaniu  rodzinnym gospodarstwem. W 1993 wstąpiła do Związku Ojczyzny.
W 1997 powróciła do pracy w administracji, przez siedem lat stała na czele zarządu wileńskiej dzielnicy Karolinki. W 2004 z ramienia konserwatystów uzyskała mandat poselski, W 2008 skutecznie ubiegała się o reelekcję, wygrywając wybory w okręgu większościowym Karolinki. W 2012 nie uzyskała reelekcji. W 2016 objęła natomiast mandat radnej rady miejskiej Wilna.